# Stenodrina eudiopsis
Stenodrina eudiopsis är en fjärilsart som beskrevs av Charles Boursin 1960. Stenodrina eudiopsis ingår i släktet Stenodrina och familjen nattflyn. Inga underarter finns listade i Catalogue of Life.